# Theuville-aux-Maillots
Theuville-aux-Maillots – miejscowość i gmina we Francji, w regionie Normandia, w departamencie Sekwana Nadmorska.
Według danych na rok 1990 gminę zamieszkiwało 416 osób, a gęstość zaludnienia wynosiła 57 osób/km² (wśród 1421 gmin Górnej Normandii Theuville-aux-Maillots plasuje się na 519. miejscu pod względem liczby ludności, natomiast pod względem powierzchni na miejscu 515.).